# Étoile de Bessèges 1988
L'Étoile de Bessèges 1988, diciottesima edizione della corsa, si svolse dall'11 al 14 febbraio su un percorso di 408 km ripartiti in 3 tappe più un cronoprologo. Fu vinta dall'olandese Adrie van der Poel della PDM-Ultima-Concorde davanti al francese Régis Simon e al danese Søren Lilholt.

## Tappe
| Tappa  | Data        | Percorso                          | km  | Vincitore di tappa | Leader cl. generale |
| ------ | ----------- | --------------------------------- | --- | ------------------ | ------------------- |
| Prol.  | 11 febbraio | Nîmes > Nîmes (cron. individuale) | 1,5 | Frans Maassen      | Frans Maassen       |
| 1ª     | 12 febbraio | Lunel > Lunel                     | 133 | Steve Bauer        | Steve Bauer         |
| 2ª     | 13 febbraio | Aimargues > Alès                  | 132 | Urs Freuler        | Søren Lilholt       |
| 3ª     | 14 febbraio | Alès > Bessèges                   | 141 | Régis Simon        | Adrie van der Poel  |
| Totale | Totale      | Totale                            | 408 |                    |                     |

## Dettagli delle tappe

### Prologo
- 11 febbraio: Nîmes > Nîmes (cron. individuale) – 1,5 km

| Pos. | Corridore         | Squadra     | Tempo |
| ---- | ----------------- | ----------- | ----- |
| 1    | Frans Maassen     | Superconfex | 1'46" |
| 2    | Teun van Vliet    | Panasonic   | s.t.  |
| 3    | Michel Cornelisse | Superconfex | s.t.  |

| Pos. | Corridore     | Squadra     | Tempo |
| ---- | ------------- | ----------- | ----- |
| 1    | Frans Maassen | Superconfex |       |

### 1ª tappa
- 12 febbraio: Lunel > Lunel – 133 km

| Pos. | Corridore      | Squadra    | Tempo    |
| ---- | -------------- | ---------- | -------- |
| 1    | Steve Bauer    | Weinmann   | 3h18'20" |
| 2    | Michel Vermote | R.M.O.     | s.t.     |
| 3    | Søren Lilholt  | Sigma-Fina | s.t.     |

| Pos. | Corridore   | Squadra  | Tempo |
| ---- | ----------- | -------- | ----- |
| 1    | Steve Bauer | Weinmann |       |

### 2ª tappa
- 13 febbraio: Aimargues > Alès – 132 km

| Pos. | Corridore         | Squadra     | Tempo    |
| ---- | ----------------- | ----------- | -------- |
| 1    | Urs Freuler       | Panasonic   | 3h44'41" |
| 2    | Søren Lilholt     | Sigma-Fina  | s.t.     |
| 3    | Michel Cornelisse | Superconfex | s.t.     |

| Pos. | Corridore     | Squadra    | Tempo |
| ---- | ------------- | ---------- | ----- |
| 1    | Søren Lilholt | Sigma-Fina |       |

### 3ª tappa
- 14 febbraio: Alès > Bessèges – 141 km

| Pos. | Corridore          | Squadra  | Tempo    |
| ---- | ------------------ | -------- | -------- |
| 1    | Régis Simon        | R.M.O.   | 3h42'08" |
| 2    | Richard Trinkler   | Weinmann | s.t.     |
| 3    | Adrie van der Poel | PDM      | s.t.     |

| Pos. | Corridore          | Squadra    | Tempo     |
| ---- | ------------------ | ---------- | --------- |
| 1    | Adrie van der Poel | PDM        | 10h45'01" |
| 2    | Régis Simon        | R.M.O.     | s.t.      |
| 3    | Søren Lilholt      | Sigma-Fina | a 9"      |

## Classifiche finali

### Classifica generale
| Pos. | Corridore          | Squadra             | Tempo     |
| ---- | ------------------ | ------------------- | --------- |
| 1    | Adrie van der Poel | PDM-Ultima-Concorde | 10h45'01" |
| 2    | Régis Simon        | R.M.O.              | s.t.      |
| 3    | Søren Lilholt      | Sigma-Fina          | a 9"      |
| 4    | Steve Bauer        | Weinmann- La Suisse | s.t.      |
| 5    | Nico Verhoeven     | Superconfex-Yoko    | s.t.      |
| 6    | Laurent Fignon     | Système U           | s.t.      |
| 7    | Twan Poels         | Superconfex-Yoko    | s.t.      |
| 8    | Ludo Peeters       | Superconfex-Yoko    | s.t.      |
| 9    | John Talen         | Panasonic-Isostar   | s.t.      |
| 10   | Ad Wijnands        | Superconfex-Yoko    | s.t.      |